# スタファン
スタファン(Staffane)は、H-[C≡(-CH2-)3≡C-]nHの分子構造を持つ炭化水素の有機化合物である。従って、化学式はC5nH6n+2となる。
スタファンは、1988年に、Piotr KaszyńskiとJosef Michlによって、[1.1.1]プロペラン（C5H6またはC2(=CH2)3）の自発的な重合反応によって初めて得られた。軸となるプロペランのC-C結合は解離し、2つの軸の炭素と新しい結合を形成する。その結果生じる構造[-C≡(-CH2-)3≡C-]は堅固で、2つの炭素原子が3つのメタンジイル基で結合した構造を持つ。従って、構造単位は直鎖状になる。この特性から、スタファンのオリゴマーを用いてナノ構造体の作成が考えられ、ナノテクノロジーの分野においても興味を持たれている
n個の単量体で構成されるスタファンのオリゴマーを、[n]スタファンと呼ぶ。